# Heteroscyphus elliottii
Heteroscyphus elliottii là một loài rêu tản trong họ Geocalycaceae. Loài này được (Stephani) Pagan miêu tả khoa học lần đầu tiên năm 1939.